# Pantaenus
Pantaenus von Alexandria (griechisch Pantainos, deutsch auch Pantänus; † ca. 216) war ein christlicher Theologe des 2. Jahrhunderts. Er gründete die Katechetenschule von Alexandria. Diese Schule war eine der ersten bekannten Katechetenschulen und einflussreich in der Entwicklung der christlichen Theologie. 
Clemens von Alexandria, sein berühmtester Schüler, beschreibt ihn als „sizilianische Biene“, also als fleißigen Mann sizilianischer Herkunft.
Um 185 war Pantaenus missionarisch tätig und soll dabei bis nach Indien gekommen sein. Dort habe er die hebräische Urfassung des Matthäusevangeliums entdeckt, die einst der Apostel  Bartholomäus bei seiner Mission der jungen Gemeinde anvertraut habe.

## Gedenktage
- katholisch: 7. Juli
- koptisch: 22. Juni